# 대한민국 헌법 제9호
대한민국 헌법 제9호는 제5공화국 헌법이라고도 한다. 대통령을 간접선거로 선출하되, 선거인단은 국민이 선출하도록 개정하였다. (대한민국 헌법을 제정한 이래로 8번째로 개정한 헌법이다.)